# ماساهیرو سکیتا
ماساهیرو سکیتا (انگلیسی: Masahiro Sekita؛ زادهٔ ۲۰ نوامبر ۱۹۹۳) بازیکن والیبال اهل ژاپن است.
از باشگاه‌هایی که در آن بازی کرده‌است می‌توان به پاناسونیک پانترز اشاره کرد.